# ایوان دآنجلو
ایوان دآنجلو (انگلیسی: Ivan D'Angelo؛ زادهٔ تاریخ ورودی نامعتبر است) بازیکن فوتبال اهل ایتالیا است.